# Фармакоэпидемиология
Фармакоэпидемиология — синтетическая область знаний по изучению применения и действий лекарственных средств на больших группах людей.
Для того, чтобы изучить применение и действия лекарственных средств на больших группах людей фармакоэпидемиология задействует методологический аппарат таких отстоящих областей знания, как фармакология и эпидемиология.
Таким образом, фармакоэпидемиологию можно называть наукой, связующей фармакологию и эпидемиологию. Существуют и другие области изучения, присущие только фармакоэпидемиологии, например, деятельность, известная как фармаконадзор.
Исторически фармакоэпидемиология была наукой по оценке терапевтического риска, связанного с применением лекарственных средств, и эффективности мер по их минимизации. На сегодняшний день фармакоэпидемиология кроме всего прочего является научной дисциплиной, целью которой является изучение сравнительной эффективности (comparative effectiveness research) лекарственных средств. Для этого используются строгие методы для сравнения результатов двух или более альтернатив лечения.

## Фармакология
Как область знания занимается изучением действия лекарственных средств на любые живые системы, а клиническая фармакология — изучает действия лекарственных средств конкретно на людях. Одна из задач клинической фармакологии состоит в проведении оценки риска-пользы при действии лекарственного средства на больных.
Осуществление подобных изучений, требуемых для проведения оценки вероятности благотворных действий в популяциях, или определения вероятности побочных, неблагоприятных действий в популяциях и других параметров, связанных с применением лекарственного средства может получать пользу от использования эпидемиологической методологии.
Иными словами, фармакоэпидемиологию можно определить как применение эпидемиологического метода к фармакологическим вопросам.

## Эпидемиология
Эпидемиология — область знания, изучающая распространение и детерминант заболеваний в популяциях.
Эпидемиологические изучения разделяют на два основных типа:
- Описательная эпидемиология характеризует регистрируемую болезнь и/или её влияние и включает вычисление показателей частоты, то есть возникновения болезни и её преобладания в пространстве, времени и в изучаемых группах. Подобные описательные изучения не пользуются контрольными группами, они только способны высказывать гипотезы, не проверяя их. Как правило, изучения применения лекарственного средства подпадают под категорию описательных изучений.
- Аналитическая эпидемиология сама включает два типа изучений:

- наблюдательные изучения, такие как изучения «случай-контроль» и когортные, групповые изучения,
- а также экспериментальные изучения, включающие клинические испытания типа рандомизированных клинических испытаний. Аналитические изучения сравнивают группу, подвергшуюся воздействию препарата, с контрольной группой и обычно планируются как изучения по проверке гипотезы.

Фармакоэпидемиология получает пользу от использования перечисленной выше методологии, разработанной в общей эпидемиологии. Она может дальше развивать её для применений, присущих только фармакоэпидемиологии.

## Фармаконадзор
Фармаконадзор (pharmacovigilance) — вид научной и практической деятельности, направленный на выявление, оценку, понимание и предотвращение нежелательных последствий применения лекарственных препаратов. Фармаконадзор представляет собой деятельность, направленную на защиту здоровья пациентов и населения. Система фармаконадзора (pharmacovigilance system) – система, организуемая держателями регистрационных удостоверений лекарственных препаратов и уполномоченными органами в сфере фармаконадзора для выполнения задач и обязанностей по фармаконадзору, предназначенная для контроля безопасности лекарственных препаратов, своевременного выявления всех изменений в оценке соотношения «польза – риск» лекарственных препаратов, для разработки и внедрения мер по обеспечению применения лекарственных препаратов при превышении пользы над риском.
В 2019 году Федеральная служба по надзору в сфере здравоохранения запустила вторую версию базы данных АИС Росздравнадзора Фармаконадзор .
Фармаконадзор в РФ осуществляет Федеральная служба по надзору в сфере здравоохранения и социального развития. Фармаконадзор в Евросоюзе осуществляет EudraPharm; аналогичные учреждения есть в США и в составе ВОЗ.

## Значение для здравоохранения
Фармакоэпидемиология является теоретической и методологической основой для организации службы мониторинга безопасности лекарственных средств, фармаконадзора в компаниях-производителях лекарственных средств или держателях регистрационных удостоверений.
- Фармакоэпидемиология. Журнал "Качественная клиническая практика"
- Безопасность лекарств. Журнал "Качественная клиническая практика"
- Фармаконадзор. Журнал "Безопасность и риск фармакотерапии"
- Фармакоэпидемиология. Журнал "Клиническая фармация"
- Фармаконадзор. Журнал "Клиническая фармация"